# Lista di asteroidi (167001-168000)
Di seguito una lista di asteroidi dal numero 167001 al 168000 con data di scoperta e scopritore.

## 167001-167100
| Nome                | Designazione provvisoria | Data di scoperta  | Scopritore  |
| ------------------- | ------------------------ | ----------------- | ----------- |
| 167001 -            | 2003 PO6                 | 1 agosto 2003     | LINEAR      |
| 167002 -            | 2003 PD7                 | 1 agosto 2003     | NEAT        |
| 167003 -            | 2003 PD8                 | 2 agosto 2003     | NEAT        |
| 167004 -            | 2003 PV8                 | 4 agosto 2003     | LINEAR      |
| 167005 -            | 2003 PY8                 | 4 agosto 2003     | LINEAR      |
| 167006 -            | 2003 PY11                | 1 agosto 2003     | LINEAR      |
| 167007 -            | 2003 PZ11                | 4 agosto 2003     | LINEAR      |
| 167008 -            | 2003 PT12                | 1 agosto 2003     | LINEAR      |
| 167009 -            | 2003 QV3                 | 18 agosto 2003    | NEAT        |
| 167010 Terracina    | 2003 QZ4                 | 20 agosto 2003    | CINEOS      |
| 167011 -            | 2003 QP6                 | 20 agosto 2003    | CINEOS      |
| 167012 -            | 2003 QF9                 | 20 agosto 2003    | CINEOS      |
| 167013 -            | 2003 QV11                | 21 agosto 2003    | NEAT        |
| 167014 -            | 2003 QC21                | 22 agosto 2003    | NEAT        |
| 167015 -            | 2003 QF21                | 22 agosto 2003    | NEAT        |
| 167016 -            | 2003 QZ22                | 20 agosto 2003    | NEAT        |
| 167017 -            | 2003 QE23                | 20 agosto 2003    | NEAT        |
| 167018 Csontoscsaba | 2003 QS29                | 23 agosto 2003    | Piszkesteto |
| 167019 -            | 2003 QU31                | 21 agosto 2003    | NEAT        |
| 167020 -            | 2003 QH32                | 21 agosto 2003    | NEAT        |
| 167021 -            | 2003 QL32                | 21 agosto 2003    | NEAT        |
| 167022 -            | 2003 QL33                | 22 agosto 2003    | NEAT        |
| 167023 -            | 2003 QZ34                | 22 agosto 2003    | LINEAR      |
| 167024 -            | 2003 QU35                | 22 agosto 2003    | NEAT        |
| 167025 -            | 2003 QM36                | 22 agosto 2003    | NEAT        |
| 167026 -            | 2003 QA38                | 22 agosto 2003    | LINEAR      |
| 167027 -            | 2003 QB38                | 22 agosto 2003    | LINEAR      |
| 167028 -            | 2003 QM38                | 22 agosto 2003    | LINEAR      |
| 167029 -            | 2003 QJ39                | 22 agosto 2003    | LINEAR      |
| 167030 -            | 2003 QN39                | 22 agosto 2003    | LINEAR      |
| 167031 -            | 2003 QD40                | 22 agosto 2003    | LINEAR      |
| 167032 -            | 2003 QM41                | 22 agosto 2003    | LINEAR      |
| 167033 -            | 2003 QU42                | 22 agosto 2003    | NEAT        |
| 167034 -            | 2003 QA43                | 22 agosto 2003    | NEAT        |
| 167035 -            | 2003 QY44                | 23 agosto 2003    | LINEAR      |
| 167036 -            | 2003 QF45                | 23 agosto 2003    | LINEAR      |
| 167037 -            | 2003 QQ45                | 23 agosto 2003    | NEAT        |
| 167038 -            | 2003 QW49                | 22 agosto 2003    | NEAT        |
| 167039 -            | 2003 QA50                | 22 agosto 2003    | NEAT        |
| 167040 -            | 2003 QQ50                | 22 agosto 2003    | NEAT        |
| 167041 -            | 2003 QB51                | 22 agosto 2003    | NEAT        |
| 167042 -            | 2003 QR51                | 23 agosto 2003    | NEAT        |
| 167043 -            | 2003 QD52                | 23 agosto 2003    | NEAT        |
| 167044 -            | 2003 QG53                | 23 agosto 2003    | LINEAR      |
| 167045 -            | 2003 QK53                | 23 agosto 2003    | LINEAR      |
| 167046 -            | 2003 QK54                | 23 agosto 2003    | LINEAR      |
| 167047 -            | 2003 QA56                | 23 agosto 2003    | LINEAR      |
| 167048 -            | 2003 QV56                | 23 agosto 2003    | LINEAR      |
| 167049 -            | 2003 QG57                | 23 agosto 2003    | LINEAR      |
| 167050 -            | 2003 QY57                | 23 agosto 2003    | LINEAR      |
| 167051 -            | 2003 QC63                | 23 agosto 2003    | LINEAR      |
| 167052 -            | 2003 QB67                | 23 agosto 2003    | LINEAR      |
| 167053 -            | 2003 QJ67                | 23 agosto 2003    | LINEAR      |
| 167054 -            | 2003 QM77                | 24 agosto 2003    | LINEAR      |
| 167055 -            | 2003 QF80                | 22 agosto 2003    | NEAT        |
| 167056 -            | 2003 QB82                | 23 agosto 2003    | NEAT        |
| 167057 -            | 2003 QC85                | 24 agosto 2003    | LINEAR      |
| 167058 -            | 2003 QT86                | 25 agosto 2003    | LINEAR      |
| 167059 -            | 2003 QN87                | 25 agosto 2003    | LINEAR      |
| 167060 -            | 2003 QZ87                | 25 agosto 2003    | LINEAR      |
| 167061 -            | 2003 QB88                | 25 agosto 2003    | LINEAR      |
| 167062 -            | 2003 QC88                | 25 agosto 2003    | LINEAR      |
| 167063 -            | 2003 QR93                | 28 agosto 2003    | NEAT        |
| 167064 -            | 2003 QN94                | 28 agosto 2003    | NEAT        |
| 167065 -            | 2003 QD102               | 31 agosto 2003    | Spacewatch  |
| 167066 -            | 2003 QT105               | 30 agosto 2003    | Spacewatch  |
| 167067 -            | 2003 QL108               | 31 agosto 2003    | Spacewatch  |
| 167068 -            | 2003 QY109               | 28 agosto 2003    | LINEAR      |
| 167069 -            | 2003 RL1                 | 2 settembre 2003  | NEAT        |
| 167070 -            | 2003 RQ2                 | 1 settembre 2003  | LINEAR      |
| 167071 -            | 2003 RR5                 | 3 settembre 2003  | LINEAR      |
| 167072 -            | 2003 RS10                | 8 settembre 2003  | NEAT        |
| 167073 -            | 2003 RG14                | 15 settembre 2003 | Tichý, M.   |
| 167074 -            | 2003 RN14                | 14 settembre 2003 | NEAT        |
| 167075 -            | 2003 RY14                | 14 settembre 2003 | NEAT        |
| 167076 -            | 2003 RG18                | 15 settembre 2003 | NEAT        |
| 167077 -            | 2003 RZ19                | 15 settembre 2003 | LONEOS      |
| 167078 -            | 2003 RC20                | 15 settembre 2003 | LONEOS      |
| 167079 -            | 2003 RN21                | 13 settembre 2003 | NEAT        |
| 167080 -            | 2003 RX21                | 13 settembre 2003 | NEAT        |
| 167081 -            | 2003 RD22                | 14 settembre 2003 | NEAT        |
| 167082 -            | 2003 RX22                | 3 settembre 2003  | LINEAR      |
| 167083 -            | 2003 RR25                | 15 settembre 2003 | NEAT        |
| 167084 -            | 2003 SF6                 | 16 settembre 2003 | Spacewatch  |
| 167085 -            | 2003 SC8                 | 16 settembre 2003 | Spacewatch  |
| 167086 -            | 2003 ST13                | 16 settembre 2003 | Spacewatch  |
| 167087 -            | 2003 SD14                | 17 settembre 2003 | Spacewatch  |
| 167088 -            | 2003 SX15                | 16 settembre 2003 | Spacewatch  |
| 167089 -            | 2003 SA16                | 17 settembre 2003 | Spacewatch  |
| 167090 -            | 2003 SK22                | 16 settembre 2003 | Spacewatch  |
| 167091 -            | 2003 SN22                | 16 settembre 2003 | Spacewatch  |
| 167092 -            | 2003 ST24                | 17 settembre 2003 | NEAT        |
| 167093 -            | 2003 SS29                | 18 settembre 2003 | NEAT        |
| 167094 -            | 2003 SQ31                | 18 settembre 2003 | Spacewatch  |
| 167095 -            | 2003 SH32                | 17 settembre 2003 | NEAT        |
| 167096 -            | 2003 SX32                | 18 settembre 2003 | LINEAR      |
| 167097 -            | 2003 SL33                | 16 settembre 2003 | LONEOS      |
| 167098 -            | 2003 SF37                | 16 settembre 2003 | NEAT        |
| 167099 -            | 2003 SP40                | 16 settembre 2003 | NEAT        |
| 167100 -            | 2003 ST43                | 16 settembre 2003 | LONEOS      |

## 167101-167200
| Nome              | Designazione provvisoria | Data di scoperta  | Scopritore      |
| ----------------- | ------------------------ | ----------------- | --------------- |
| 167101 -          | 2003 ST46                | 16 settembre 2003 | LONEOS          |
| 167102 -          | 2003 SB47                | 16 settembre 2003 | LONEOS          |
| 167103 -          | 2003 SL50                | 18 settembre 2003 | NEAT            |
| 167104 -          | 2003 SB51                | 18 settembre 2003 | NEAT            |
| 167105 -          | 2003 SD52                | 18 settembre 2003 | NEAT            |
| 167106 -          | 2003 SS60                | 17 settembre 2003 | Spacewatch      |
| 167107 -          | 2003 SK61                | 17 settembre 2003 | LINEAR          |
| 167108 -          | 2003 SX61                | 17 settembre 2003 | LINEAR          |
| 167109 -          | 2003 SK74                | 18 settembre 2003 | Spacewatch      |
| 167110 -          | 2003 SG76                | 18 settembre 2003 | Spacewatch      |
| 167111 -          | 2003 SU77                | 19 settembre 2003 | Spacewatch      |
| 167112 -          | 2003 SH78                | 19 settembre 2003 | Spacewatch      |
| 167113 Robertwick | 2003 SW78                | 19 settembre 2003 | Healy, D.       |
| 167114 -          | 2003 SM82                | 18 settembre 2003 | LINEAR          |
| 167115 -          | 2003 SU85                | 16 settembre 2003 | Spacewatch      |
| 167116 -          | 2003 SE87                | 17 settembre 2003 | LINEAR          |
| 167117 -          | 2003 SF90                | 18 settembre 2003 | LINEAR          |
| 167118 -          | 2003 SG90                | 18 settembre 2003 | LINEAR          |
| 167119 -          | 2003 SW90                | 18 settembre 2003 | LINEAR          |
| 167120 -          | 2003 SR98                | 19 settembre 2003 | NEAT            |
| 167121 -          | 2003 SZ122               | 18 settembre 2003 | LINEAR          |
| 167122 -          | 2003 SL123               | 18 settembre 2003 | LINEAR          |
| 167123 -          | 2003 SU124               | 18 settembre 2003 | NEAT            |
| 167124 -          | 2003 SB134               | 18 settembre 2003 | LINEAR          |
| 167125 -          | 2003 SZ137               | 19 settembre 2003 | NEAT            |
| 167126 -          | 2003 SS141               | 20 settembre 2003 | CINEOS          |
| 167127 -          | 2003 SX143               | 21 settembre 2003 | LINEAR          |
| 167128 -          | 2003 SK148               | 16 settembre 2003 | LINEAR          |
| 167129 -          | 2003 SO155               | 19 settembre 2003 | LONEOS          |
| 167130 -          | 2003 SL156               | 19 settembre 2003 | LONEOS          |
| 167131 -          | 2003 SR159               | 22 settembre 2003 | Spacewatch      |
| 167132 -          | 2003 SX162               | 19 settembre 2003 | Spacewatch      |
| 167133 -          | 2003 SS164               | 20 settembre 2003 | LONEOS          |
| 167134 -          | 2003 SF167               | 22 settembre 2003 | LINEAR          |
| 167135 -          | 2003 SE178               | 19 settembre 2003 | NEAT            |
| 167136 -          | 2003 SG178               | 19 settembre 2003 | NEAT            |
| 167137 -          | 2003 SS184               | 21 settembre 2003 | Spacewatch      |
| 167138 -          | 2003 SP195               | 20 settembre 2003 | NEAT            |
| 167139 -          | 2003 SU195               | 20 settembre 2003 | NEAT            |
| 167140 -          | 2003 SP196               | 20 settembre 2003 | NEAT            |
| 167141 -          | 2003 SZ196               | 21 settembre 2003 | LONEOS          |
| 167142 -          | 2003 SV199               | 21 settembre 2003 | LONEOS          |
| 167143 -          | 2003 SD200               | 21 settembre 2003 | LONEOS          |
| 167144 -          | 2003 SG200               | 25 settembre 2003 | NEAT            |
| 167145 -          | 2003 SS205               | 25 settembre 2003 | NEAT            |
| 167146 -          | 2003 ST207               | 26 settembre 2003 | LINEAR          |
| 167147 -          | 2003 SZ207               | 26 settembre 2003 | LINEAR          |
| 167148 -          | 2003 SO208               | 23 settembre 2003 | NEAT            |
| 167149 -          | 2003 SR210               | 23 settembre 2003 | NEAT            |
| 167150 -          | 2003 SR211               | 25 settembre 2003 | NEAT            |
| 167151 -          | 2003 SH212               | 25 settembre 2003 | NEAT            |
| 167152 -          | 2003 SM213               | 26 settembre 2003 | LINEAR          |
| 167153 -          | 2003 SA218               | 27 settembre 2003 | Yeung, W. K. Y. |
| 167154 -          | 2003 SC218               | 27 settembre 2003 | Yeung, W. K. Y. |
| 167155 -          | 2003 SU218               | 28 settembre 2003 | Yeung, W. K. Y. |
| 167156 -          | 2003 SA228               | 27 settembre 2003 | LINEAR          |
| 167157 -          | 2003 SA234               | 25 settembre 2003 | NEAT            |
| 167158 -          | 2003 SD235               | 26 settembre 2003 | LINEAR          |
| 167159 -          | 2003 SH235               | 27 settembre 2003 | LINEAR          |
| 167160 -          | 2003 SY238               | 27 settembre 2003 | LINEAR          |
| 167161 -          | 2003 SU244               | 26 settembre 2003 | LINEAR          |
| 167162 -          | 2003 SW246               | 26 settembre 2003 | LINEAR          |
| 167163 -          | 2003 SG247               | 26 settembre 2003 | LINEAR          |
| 167164 -          | 2003 ST247               | 26 settembre 2003 | LINEAR          |
| 167165 -          | 2003 SY247               | 26 settembre 2003 | LINEAR          |
| 167166 -          | 2003 SR248               | 26 settembre 2003 | LINEAR          |
| 167167 -          | 2003 SZ249               | 26 settembre 2003 | LINEAR          |
| 167168 -          | 2003 SP250               | 26 settembre 2003 | LINEAR          |
| 167169 -          | 2003 SH251               | 26 settembre 2003 | LINEAR          |
| 167170 -          | 2003 SC252               | 26 settembre 2003 | LINEAR          |
| 167171 -          | 2003 SP257               | 28 settembre 2003 | LINEAR          |
| 167172 -          | 2003 SV257               | 28 settembre 2003 | LINEAR          |
| 167173 -          | 2003 SN258               | 28 settembre 2003 | Spacewatch      |
| 167174 -          | 2003 SL260               | 27 settembre 2003 | Spacewatch      |
| 167175 -          | 2003 SO266               | 29 settembre 2003 | LINEAR          |
| 167176 -          | 2003 SO269               | 28 settembre 2003 | Tucker, R. A.   |
| 167177 -          | 2003 SD271               | 25 settembre 2003 | NEAT            |
| 167178 -          | 2003 SF272               | 27 settembre 2003 | LINEAR          |
| 167179 -          | 2003 SK273               | 27 settembre 2003 | LINEAR          |
| 167180 -          | 2003 SR273               | 28 settembre 2003 | Spacewatch      |
| 167181 -          | 2003 SH277               | 30 settembre 2003 | LINEAR          |
| 167182 -          | 2003 SK281               | 19 settembre 2003 | Spacewatch      |
| 167183 -          | 2003 SU284               | 20 settembre 2003 | LINEAR          |
| 167184 -          | 2003 SO286               | 21 settembre 2003 | NEAT            |
| 167185 -          | 2003 SZ287               | 30 settembre 2003 | LINEAR          |
| 167186 -          | 2003 SO288               | 28 settembre 2003 | LINEAR          |
| 167187 -          | 2003 SX294               | 28 settembre 2003 | LINEAR          |
| 167188 -          | 2003 SA295               | 28 settembre 2003 | LINEAR          |
| 167189 -          | 2003 SS299               | 30 settembre 2003 | LINEAR          |
| 167190 -          | 2003 SR302               | 17 settembre 2003 | NEAT            |
| 167191 -          | 2003 SQ306               | 30 settembre 2003 | LINEAR          |
| 167192 -          | 2003 SU309               | 27 settembre 2003 | LINEAR          |
| 167193 -          | 2003 SD322               | 27 settembre 2003 | LINEAR          |
| 167194 -          | 2003 SL322               | 28 settembre 2003 | LINEAR          |
| 167195 -          | 2003 TP1                 | 2 ottobre 2003    | Spacewatch      |
| 167196 -          | 2003 TN5                 | 2 ottobre 2003    | LINEAR          |
| 167197 -          | 2003 TO5                 | 2 ottobre 2003    | LINEAR          |
| 167198 -          | 2003 TV7                 | 1 ottobre 2003    | LONEOS          |
| 167199 -          | 2003 TT14                | 14 ottobre 2003   | LONEOS          |
| 167200 -          | 2003 TO18                | 15 ottobre 2003   | LONEOS          |

## 167201-167300
| Nome              | Designazione provvisoria | Data di scoperta | Scopritore                  |
| ----------------- | ------------------------ | ---------------- | --------------------------- |
| 167201 -          | 2003 TE20                | 14 ottobre 2003  | NEAT                        |
| 167202 -          | 2003 TO20                | 14 ottobre 2003  | NEAT                        |
| 167203 -          | 2003 TW20                | 15 ottobre 2003  | LONEOS                      |
| 167204 -          | 2003 TO33                | 1 ottobre 2003   | Spacewatch                  |
| 167205 -          | 2003 TR43                | 2 ottobre 2003   | Spacewatch                  |
| 167206 -          | 2003 TP52                | 5 ottobre 2003   | Spacewatch                  |
| 167207 -          | 2003 UH1                 | 16 ottobre 2003  | NEAT                        |
| 167208 Lelekovice | 2003 UN7                 | 17 ottobre 2003  | Kušnirák, P., Hornoch, K.   |
| 167209 -          | 2003 UX13                | 16 ottobre 2003  | NEAT                        |
| 167210 -          | 2003 UN14                | 16 ottobre 2003  | Spacewatch                  |
| 167211 -          | 2003 UO16                | 16 ottobre 2003  | LONEOS                      |
| 167212 -          | 2003 UQ18                | 19 ottobre 2003  | LONEOS                      |
| 167213 -          | 2003 UC19                | 20 ottobre 2003  | NEAT                        |
| 167214 -          | 2003 UA22                | 22 ottobre 2003  | LONEOS                      |
| 167215 -          | 2003 UC23                | 21 ottobre 2003  | LINEAR                      |
| 167216 -          | 2003 UH26                | 24 ottobre 2003  | NEAT                        |
| 167217 -          | 2003 US28                | 21 ottobre 2003  | LONEOS                      |
| 167218 -          | 2003 UY30                | 16 ottobre 2003  | Spacewatch                  |
| 167219 -          | 2003 UH31                | 16 ottobre 2003  | Spacewatch                  |
| 167220 -          | 2003 UQ32                | 16 ottobre 2003  | Spacewatch                  |
| 167221 -          | 2003 UA33                | 16 ottobre 2003  | Spacewatch                  |
| 167222 -          | 2003 UT39                | 16 ottobre 2003  | Spacewatch                  |
| 167223 -          | 2003 UE40                | 16 ottobre 2003  | Spacewatch                  |
| 167224 -          | 2003 UD41                | 16 ottobre 2003  | LONEOS                      |
| 167225 -          | 2003 UJ45                | 18 ottobre 2003  | Spacewatch                  |
| 167226 -          | 2003 UP45                | 18 ottobre 2003  | Spacewatch                  |
| 167227 -          | 2003 UT47                | 18 ottobre 2003  | LONEOS                      |
| 167228 -          | 2003 UF53                | 18 ottobre 2003  | NEAT                        |
| 167229 -          | 2003 UM56                | 22 ottobre 2003  | LINEAR                      |
| 167230 -          | 2003 UJ57                | 26 ottobre 2003  | Uppsala-DLR Asteroid Survey |
| 167231 -          | 2003 UE58                | 16 ottobre 2003  | Spacewatch                  |
| 167232 -          | 2003 UC59                | 16 ottobre 2003  | NEAT                        |
| 167233 -          | 2003 UX61                | 16 ottobre 2003  | LONEOS                      |
| 167234 -          | 2003 UB63                | 16 ottobre 2003  | NEAT                        |
| 167235 -          | 2003 UJ64                | 16 ottobre 2003  | LONEOS                      |
| 167236 -          | 2003 UO64                | 16 ottobre 2003  | NEAT                        |
| 167237 -          | 2003 UJ70                | 18 ottobre 2003  | Spacewatch                  |
| 167238 -          | 2003 UY73                | 16 ottobre 2003  | NEAT                        |
| 167239 -          | 2003 UZ75                | 17 ottobre 2003  | Spacewatch                  |
| 167240 -          | 2003 UU81                | 18 ottobre 2003  | Spacewatch                  |
| 167241 -          | 2003 UC91                | 20 ottobre 2003  | LINEAR                      |
| 167242 -          | 2003 US91                | 20 ottobre 2003  | Spacewatch                  |
| 167243 -          | 2003 UQ94                | 18 ottobre 2003  | Spacewatch                  |
| 167244 -          | 2003 UB95                | 18 ottobre 2003  | Spacewatch                  |
| 167245 -          | 2003 UR96                | 19 ottobre 2003  | Spacewatch                  |
| 167246 -          | 2003 UX96                | 19 ottobre 2003  | Spacewatch                  |
| 167247 -          | 2003 UU97                | 19 ottobre 2003  | Spacewatch                  |
| 167248 -          | 2003 UL99                | 19 ottobre 2003  | LONEOS                      |
| 167249 -          | 2003 UP99                | 19 ottobre 2003  | LONEOS                      |
| 167250 -          | 2003 UQ99                | 19 ottobre 2003  | LONEOS                      |
| 167251 -          | 2003 UJ104               | 18 ottobre 2003  | Spacewatch                  |
| 167252 -          | 2003 UP109               | 19 ottobre 2003  | Spacewatch                  |
| 167253 -          | 2003 UY109               | 19 ottobre 2003  | Spacewatch                  |
| 167254 -          | 2003 UU113               | 20 ottobre 2003  | LINEAR                      |
| 167255 -          | 2003 UT115               | 20 ottobre 2003  | NEAT                        |
| 167256 -          | 2003 UE117               | 21 ottobre 2003  | LINEAR                      |
| 167257 -          | 2003 UG118               | 17 ottobre 2003  | LONEOS                      |
| 167258 -          | 2003 UH120               | 18 ottobre 2003  | Spacewatch                  |
| 167259 -          | 2003 UF121               | 18 ottobre 2003  | NEAT                        |
| 167260 -          | 2003 UM122               | 19 ottobre 2003  | Spacewatch                  |
| 167261 -          | 2003 UT122               | 19 ottobre 2003  | LINEAR                      |
| 167262 -          | 2003 UN123               | 19 ottobre 2003  | Spacewatch                  |
| 167263 -          | 2003 UC127               | 21 ottobre 2003  | Spacewatch                  |
| 167264 -          | 2003 UH127               | 21 ottobre 2003  | Spacewatch                  |
| 167265 -          | 2003 UH129               | 18 ottobre 2003  | NEAT                        |
| 167266 -          | 2003 UN129               | 18 ottobre 2003  | NEAT                        |
| 167267 -          | 2003 UW131               | 19 ottobre 2003  | NEAT                        |
| 167268 -          | 2003 UN137               | 21 ottobre 2003  | LINEAR                      |
| 167269 -          | 2003 UP142               | 18 ottobre 2003  | LONEOS                      |
| 167270 -          | 2003 UQ146               | 18 ottobre 2003  | LONEOS                      |
| 167271 -          | 2003 UY146               | 18 ottobre 2003  | LONEOS                      |
| 167272 -          | 2003 UP147               | 18 ottobre 2003  | Spacewatch                  |
| 167273 -          | 2003 UK148               | 19 ottobre 2003  | LONEOS                      |
| 167274 -          | 2003 UT148               | 19 ottobre 2003  | Spacewatch                  |
| 167275 -          | 2003 UU148               | 19 ottobre 2003  | Spacewatch                  |
| 167276 -          | 2003 UR150               | 20 ottobre 2003  | Spacewatch                  |
| 167277 -          | 2003 US150               | 21 ottobre 2003  | Spacewatch                  |
| 167278 -          | 2003 UZ161               | 21 ottobre 2003  | LINEAR                      |
| 167279 -          | 2003 UD166               | 21 ottobre 2003  | Spacewatch                  |
| 167280 -          | 2003 UB168               | 22 ottobre 2003  | LINEAR                      |
| 167281 -          | 2003 UB169               | 22 ottobre 2003  | LINEAR                      |
| 167282 -          | 2003 UT169               | 22 ottobre 2003  | LINEAR                      |
| 167283 -          | 2003 UH170               | 22 ottobre 2003  | Spacewatch                  |
| 167284 -          | 2003 UR175               | 21 ottobre 2003  | NEAT                        |
| 167285 -          | 2003 UP180               | 21 ottobre 2003  | LINEAR                      |
| 167286 -          | 2003 UZ180               | 21 ottobre 2003  | Spacewatch                  |
| 167287 -          | 2003 UF181               | 21 ottobre 2003  | LINEAR                      |
| 167288 -          | 2003 US189               | 22 ottobre 2003  | NEAT                        |
| 167289 -          | 2003 UX195               | 20 ottobre 2003  | Spacewatch                  |
| 167290 -          | 2003 UU196               | 21 ottobre 2003  | Spacewatch                  |
| 167291 -          | 2003 UX199               | 21 ottobre 2003  | LINEAR                      |
| 167292 -          | 2003 UD200               | 21 ottobre 2003  | LINEAR                      |
| 167293 -          | 2003 UN205               | 22 ottobre 2003  | LINEAR                      |
| 167294 -          | 2003 UB206               | 22 ottobre 2003  | LINEAR                      |
| 167295 -          | 2003 UC209               | 23 ottobre 2003  | Spacewatch                  |
| 167296 -          | 2003 UF210               | 23 ottobre 2003  | LONEOS                      |
| 167297 -          | 2003 UD211               | 23 ottobre 2003  | Spacewatch                  |
| 167298 -          | 2003 UA213               | 23 ottobre 2003  | Spacewatch                  |
| 167299 -          | 2003 UR215               | 21 ottobre 2003  | Spacewatch                  |
| 167300 -          | 2003 UV216               | 21 ottobre 2003  | LINEAR                      |

## 167301-167400
| Nome            | Designazione provvisoria | Data di scoperta | Scopritore  |
| --------------- | ------------------------ | ---------------- | ----------- |
| 167301 -        | 2003 UB217               | 21 ottobre 2003  | NEAT        |
| 167302 -        | 2003 UG218               | 21 ottobre 2003  | LINEAR      |
| 167303 -        | 2003 UJ222               | 22 ottobre 2003  | LINEAR      |
| 167304 -        | 2003 UE223               | 22 ottobre 2003  | LINEAR      |
| 167305 -        | 2003 UO227               | 23 ottobre 2003  | Spacewatch  |
| 167306 -        | 2003 UU228               | 23 ottobre 2003  | LONEOS      |
| 167307 -        | 2003 UX232               | 24 ottobre 2003  | LINEAR      |
| 167308 -        | 2003 UD233               | 24 ottobre 2003  | Spacewatch  |
| 167309 -        | 2003 UQ237               | 23 ottobre 2003  | Spacewatch  |
| 167310 -        | 2003 UP238               | 24 ottobre 2003  | LINEAR      |
| 167311 -        | 2003 UE240               | 24 ottobre 2003  | LINEAR      |
| 167312 -        | 2003 UG240               | 24 ottobre 2003  | LINEAR      |
| 167313 -        | 2003 UV243               | 24 ottobre 2003  | LINEAR      |
| 167314 -        | 2003 UU246               | 24 ottobre 2003  | LINEAR      |
| 167315 -        | 2003 UA247               | 24 ottobre 2003  | LINEAR      |
| 167316 -        | 2003 UH247               | 24 ottobre 2003  | LINEAR      |
| 167317 -        | 2003 UD250               | 25 ottobre 2003  | LINEAR      |
| 167318 -        | 2003 UO252               | 26 ottobre 2003  | Spacewatch  |
| 167319 -        | 2003 UH256               | 25 ottobre 2003  | LINEAR      |
| 167320 -        | 2003 UV257               | 25 ottobre 2003  | LINEAR      |
| 167321 -        | 2003 UO259               | 25 ottobre 2003  | LINEAR      |
| 167322 -        | 2003 UU259               | 25 ottobre 2003  | LINEAR      |
| 167323 -        | 2003 UE263               | 27 ottobre 2003  | LONEOS      |
| 167324 -        | 2003 UG263               | 27 ottobre 2003  | LONEOS      |
| 167325 -        | 2003 UM264               | 27 ottobre 2003  | LINEAR      |
| 167326 -        | 2003 UV267               | 28 ottobre 2003  | LINEAR      |
| 167327 -        | 2003 UU268               | 28 ottobre 2003  | LINEAR      |
| 167328 -        | 2003 UU270               | 17 ottobre 2003  | NEAT        |
| 167329 -        | 2003 UC275               | 29 ottobre 2003  | LINEAR      |
| 167330 -        | 2003 UT276               | 30 ottobre 2003  | LINEAR      |
| 167331 -        | 2003 UX276               | 30 ottobre 2003  | LINEAR      |
| 167332 -        | 2003 UG280               | 27 ottobre 2003  | LINEAR      |
| 167333 -        | 2003 UM280               | 27 ottobre 2003  | LINEAR      |
| 167334 -        | 2003 UF281               | 28 ottobre 2003  | LINEAR      |
| 167335 -        | 2003 UH283               | 29 ottobre 2003  | LONEOS      |
| 167336 -        | 2003 UA289               | 23 ottobre 2003  | Buie, M. W. |
| 167337 -        | 2003 UY289               | 23 ottobre 2003  | Buie, M. W. |
| 167338 -        | 2003 UR299               | 16 ottobre 2003  | Spacewatch  |
| 167339 -        | 2003 UN308               | 19 ottobre 2003  | Spacewatch  |
| 167340 -        | 2003 UT314               | 16 ottobre 2003  | LONEOS      |
| 167341 Börzsöny | 2003 VG                  | 3 novembre 2003  | Piszkesteto |
| 167342 -        | 2003 VS1                 | 1 novembre 2003  | LINEAR      |
| 167343 -        | 2003 VN7                 | 15 novembre 2003 | Spacewatch  |
| 167344 -        | 2003 VX7                 | 9 novembre 2003  | NEAT        |
| 167345 -        | 2003 VG8                 | 14 novembre 2003 | NEAT        |
| 167346 -        | 2003 VU8                 | 15 novembre 2003 | Spacewatch  |
| 167347 -        | 2003 WZ5                 | 18 novembre 2003 | NEAT        |
| 167348 -        | 2003 WV8                 | 16 novembre 2003 | Spacewatch  |
| 167349 -        | 2003 WA9                 | 16 novembre 2003 | Spacewatch  |
| 167350 -        | 2003 WL9                 | 18 novembre 2003 | Spacewatch  |
| 167351 -        | 2003 WY16                | 18 novembre 2003 | NEAT        |
| 167352 -        | 2003 WJ26                | 19 novembre 2003 | NEAT        |
| 167353 -        | 2003 WR27                | 16 novembre 2003 | Spacewatch  |
| 167354 -        | 2003 WE28                | 16 novembre 2003 | Spacewatch  |
| 167355 -        | 2003 WZ30                | 18 novembre 2003 | NEAT        |
| 167356 -        | 2003 WA32                | 18 novembre 2003 | NEAT        |
| 167357 -        | 2003 WM34                | 19 novembre 2003 | Spacewatch  |
| 167358 -        | 2003 WD36                | 19 novembre 2003 | Spacewatch  |
| 167359 -        | 2003 WN38                | 19 novembre 2003 | LINEAR      |
| 167360 -        | 2003 WQ40                | 19 novembre 2003 | Spacewatch  |
| 167361 -        | 2003 WK42                | 21 novembre 2003 | LINEAR      |
| 167362 -        | 2003 WD45                | 19 novembre 2003 | NEAT        |
| 167363 -        | 2003 WH46                | 18 novembre 2003 | CSS         |
| 167364 -        | 2003 WJ47                | 18 novembre 2003 | NEAT        |
| 167365 -        | 2003 WS48                | 19 novembre 2003 | CSS         |
| 167366 -        | 2003 WL49                | 19 novembre 2003 | LINEAR      |
| 167367 -        | 2003 WQ54                | 20 novembre 2003 | LINEAR      |
| 167368 -        | 2003 WG58                | 18 novembre 2003 | Spacewatch  |
| 167369 -        | 2003 WE60                | 18 novembre 2003 | NEAT        |
| 167370 -        | 2003 WB61                | 19 novembre 2003 | Spacewatch  |
| 167371 -        | 2003 WC61                | 19 novembre 2003 | Spacewatch  |
| 167372 -        | 2003 WK62                | 19 novembre 2003 | Spacewatch  |
| 167373 -        | 2003 WM64                | 19 novembre 2003 | Spacewatch  |
| 167374 -        | 2003 WM65                | 19 novembre 2003 | Spacewatch  |
| 167375 -        | 2003 WF66                | 19 novembre 2003 | LINEAR      |
| 167376 -        | 2003 WH67                | 19 novembre 2003 | Spacewatch  |
| 167377 -        | 2003 WJ67                | 19 novembre 2003 | Spacewatch  |
| 167378 -        | 2003 WM67                | 19 novembre 2003 | Spacewatch  |
| 167379 -        | 2003 WW67                | 19 novembre 2003 | Spacewatch  |
| 167380 -        | 2003 WF68                | 19 novembre 2003 | Spacewatch  |
| 167381 -        | 2003 WL72                | 20 novembre 2003 | LINEAR      |
| 167382 -        | 2003 WM72                | 20 novembre 2003 | LINEAR      |
| 167383 -        | 2003 WY73                | 20 novembre 2003 | LINEAR      |
| 167384 -        | 2003 WC75                | 20 novembre 2003 | LINEAR      |
| 167385 -        | 2003 WX78                | 20 novembre 2003 | LINEAR      |
| 167386 -        | 2003 WB79                | 20 novembre 2003 | LINEAR      |
| 167387 -        | 2003 WN80                | 20 novembre 2003 | LINEAR      |
| 167388 -        | 2003 WW84                | 19 novembre 2003 | CSS         |
| 167389 -        | 2003 WN88                | 23 novembre 2003 | Needville   |
| 167390 -        | 2003 WT88                | 16 novembre 2003 | Spacewatch  |
| 167391 -        | 2003 WN91                | 18 novembre 2003 | Spacewatch  |
| 167392 -        | 2003 WV93                | 19 novembre 2003 | LONEOS      |
| 167393 -        | 2003 WK95                | 19 novembre 2003 | LONEOS      |
| 167394 -        | 2003 WU95                | 19 novembre 2003 | LONEOS      |
| 167395 -        | 2003 WX96                | 19 novembre 2003 | LONEOS      |
| 167396 -        | 2003 WZ98                | 20 novembre 2003 | LINEAR      |
| 167397 -        | 2003 WL100               | 20 novembre 2003 | LINEAR      |
| 167398 -        | 2003 WN101               | 21 novembre 2003 | CSS         |
| 167399 -        | 2003 WX101               | 21 novembre 2003 | LINEAR      |
| 167400 -        | 2003 WZ101               | 21 novembre 2003 | LINEAR      |

## 167401-167500
| Nome     | Designazione provvisoria | Data di scoperta | Scopritore    |
| -------- | ------------------------ | ---------------- | ------------- |
| 167401 - | 2003 WS112               | 20 novembre 2003 | LINEAR        |
| 167402 - | 2003 WB113               | 20 novembre 2003 | LINEAR        |
| 167403 - | 2003 WK116               | 20 novembre 2003 | LINEAR        |
| 167404 - | 2003 WL116               | 20 novembre 2003 | LINEAR        |
| 167405 - | 2003 WP118               | 20 novembre 2003 | LINEAR        |
| 167406 - | 2003 WU118               | 20 novembre 2003 | LINEAR        |
| 167407 - | 2003 WH120               | 20 novembre 2003 | LINEAR        |
| 167408 - | 2003 WH124               | 20 novembre 2003 | LINEAR        |
| 167409 - | 2003 WO125               | 20 novembre 2003 | LINEAR        |
| 167410 - | 2003 WB127               | 20 novembre 2003 | LINEAR        |
| 167411 - | 2003 WW130               | 21 novembre 2003 | NEAT          |
| 167412 - | 2003 WQ131               | 21 novembre 2003 | NEAT          |
| 167413 - | 2003 WJ132               | 19 novembre 2003 | Spacewatch    |
| 167414 - | 2003 WA134               | 21 novembre 2003 | LINEAR        |
| 167415 - | 2003 WZ134               | 21 novembre 2003 | LINEAR        |
| 167416 - | 2003 WY135               | 21 novembre 2003 | LINEAR        |
| 167417 - | 2003 WP139               | 21 novembre 2003 | LINEAR        |
| 167418 - | 2003 WF141               | 21 novembre 2003 | LINEAR        |
| 167419 - | 2003 WP141               | 21 novembre 2003 | LINEAR        |
| 167420 - | 2003 WT143               | 20 novembre 2003 | LINEAR        |
| 167421 - | 2003 WV143               | 20 novembre 2003 | LINEAR        |
| 167422 - | 2003 WS148               | 24 novembre 2003 | NEAT          |
| 167423 - | 2003 WH149               | 24 novembre 2003 | NEAT          |
| 167424 - | 2003 WK150               | 24 novembre 2003 | LONEOS        |
| 167425 - | 2003 WC153               | 26 novembre 2003 | LONEOS        |
| 167426 - | 2003 WQ154               | 26 novembre 2003 | Spacewatch    |
| 167427 - | 2003 WP155               | 26 novembre 2003 | Spacewatch    |
| 167428 - | 2003 WQ155               | 26 novembre 2003 | Spacewatch    |
| 167429 - | 2003 WX157               | 28 novembre 2003 | Tucker, R. A. |
| 167430 - | 2003 WW159               | 30 novembre 2003 | Spacewatch    |
| 167431 - | 2003 WM162               | 30 novembre 2003 | Spacewatch    |
| 167432 - | 2003 WD165               | 30 novembre 2003 | Spacewatch    |
| 167433 - | 2003 WW169               | 19 novembre 2003 | NEAT          |
| 167434 - | 2003 WL170               | 20 novembre 2003 | NEAT          |
| 167435 - | 2003 WO171               | 23 novembre 2003 | LONEOS        |
| 167436 - | 2003 WU174               | 19 novembre 2003 | LONEOS        |
| 167437 - | 2003 WL176               | 19 novembre 2003 | LINEAR        |
| 167438 - | 2003 WL190               | 26 novembre 2003 | LINEAR        |
| 167439 - | 2003 WF193               | 18 novembre 2003 | Spacewatch    |
| 167440 - | 2003 XT4                 | 1 dicembre 2003  | LINEAR        |
| 167441 - | 2003 XC6                 | 3 dicembre 2003  | LINEAR        |
| 167442 - | 2003 XG6                 | 3 dicembre 2003  | LINEAR        |
| 167443 - | 2003 XX6                 | 3 dicembre 2003  | LONEOS        |
| 167444 - | 2003 XK7                 | 1 dicembre 2003  | LINEAR        |
| 167445 - | 2003 XL7                 | 1 dicembre 2003  | LINEAR        |
| 167446 - | 2003 XH8                 | 4 dicembre 2003  | LINEAR        |
| 167447 - | 2003 XQ8                 | 4 dicembre 2003  | LINEAR        |
| 167448 - | 2003 XS8                 | 4 dicembre 2003  | LINEAR        |
| 167449 - | 2003 XP9                 | 4 dicembre 2003  | LINEAR        |
| 167450 - | 2003 XU9                 | 4 dicembre 2003  | LINEAR        |
| 167451 - | 2003 XA10                | 4 dicembre 2003  | LINEAR        |
| 167452 - | 2003 XG17                | 14 dicembre 2003 | Spacewatch    |
| 167453 - | 2003 XB25                | 1 dicembre 2003  | LINEAR        |
| 167454 - | 2003 XC37                | 3 dicembre 2003  | LINEAR        |
| 167455 - | 2003 XQ37                | 4 dicembre 2003  | LINEAR        |
| 167456 - | 2003 YP                  | 16 dicembre 2003 | LONEOS        |
| 167457 - | 2003 YD3                 | 17 dicembre 2003 | LONEOS        |
| 167458 - | 2003 YE3                 | 18 dicembre 2003 | LINEAR        |
| 167459 - | 2003 YY6                 | 17 dicembre 2003 | LINEAR        |
| 167460 - | 2003 YO7                 | 18 dicembre 2003 | LINEAR        |
| 167461 - | 2003 YX15                | 17 dicembre 2003 | LONEOS        |
| 167462 - | 2003 YP16                | 17 dicembre 2003 | Spacewatch    |
| 167463 - | 2003 YU20                | 17 dicembre 2003 | Spacewatch    |
| 167464 - | 2003 YF21                | 17 dicembre 2003 | Spacewatch    |
| 167465 - | 2003 YP21                | 17 dicembre 2003 | Spacewatch    |
| 167466 - | 2003 YA24                | 17 dicembre 2003 | LINEAR        |
| 167467 - | 2003 YB27                | 16 dicembre 2003 | LONEOS        |
| 167468 - | 2003 YR28                | 17 dicembre 2003 | Spacewatch    |
| 167469 - | 2003 YW33                | 17 dicembre 2003 | Spacewatch    |
| 167470 - | 2003 YK35                | 19 dicembre 2003 | LINEAR        |
| 167471 - | 2003 YH40                | 19 dicembre 2003 | Spacewatch    |
| 167472 - | 2003 YU41                | 19 dicembre 2003 | Spacewatch    |
| 167473 - | 2003 YE42                | 19 dicembre 2003 | Spacewatch    |
| 167474 - | 2003 YM42                | 19 dicembre 2003 | Spacewatch    |
| 167475 - | 2003 YW44                | 19 dicembre 2003 | Spacewatch    |
| 167476 - | 2003 YB51                | 18 dicembre 2003 | LINEAR        |
| 167477 - | 2003 YV51                | 18 dicembre 2003 | LINEAR        |
| 167478 - | 2003 YH52                | 18 dicembre 2003 | Spacewatch    |
| 167479 - | 2003 YT53                | 19 dicembre 2003 | LINEAR        |
| 167480 - | 2003 YZ54                | 19 dicembre 2003 | LINEAR        |
| 167481 - | 2003 YF57                | 19 dicembre 2003 | LINEAR        |
| 167482 - | 2003 YH57                | 19 dicembre 2003 | LINEAR        |
| 167483 - | 2003 YR58                | 19 dicembre 2003 | LINEAR        |
| 167484 - | 2003 YJ63                | 19 dicembre 2003 | LINEAR        |
| 167485 - | 2003 YS63                | 19 dicembre 2003 | LINEAR        |
| 167486 - | 2003 YT64                | 19 dicembre 2003 | LINEAR        |
| 167487 - | 2003 YE65                | 19 dicembre 2003 | LINEAR        |
| 167488 - | 2003 YN66                | 20 dicembre 2003 | LINEAR        |
| 167489 - | 2003 YX70                | 18 dicembre 2003 | LINEAR        |
| 167490 - | 2003 YU71                | 18 dicembre 2003 | LINEAR        |
| 167491 - | 2003 YJ76                | 18 dicembre 2003 | LINEAR        |
| 167492 - | 2003 YF80                | 18 dicembre 2003 | LINEAR        |
| 167493 - | 2003 YJ83                | 18 dicembre 2003 | NEAT          |
| 167494 - | 2003 YO83                | 19 dicembre 2003 | Spacewatch    |
| 167495 - | 2003 YT83                | 19 dicembre 2003 | LINEAR        |
| 167496 - | 2003 YE84                | 19 dicembre 2003 | LINEAR        |
| 167497 - | 2003 YT84                | 19 dicembre 2003 | LINEAR        |
| 167498 - | 2003 YV85                | 19 dicembre 2003 | LINEAR        |
| 167499 - | 2003 YR87                | 19 dicembre 2003 | LINEAR        |
| 167500 - | 2003 YX88                | 19 dicembre 2003 | Spacewatch    |

## 167501-167600
| Nome     | Designazione provvisoria | Data di scoperta | Scopritore |
| -------- | ------------------------ | ---------------- | ---------- |
| 167501 - | 2003 YV89                | 19 dicembre 2003 | Spacewatch |
| 167502 - | 2003 YQ90                | 20 dicembre 2003 | LINEAR     |
| 167503 - | 2003 YF93                | 21 dicembre 2003 | LINEAR     |
| 167504 - | 2003 YW94                | 19 dicembre 2003 | LINEAR     |
| 167505 - | 2003 YM103               | 20 dicembre 2003 | LINEAR     |
| 167506 - | 2003 YB105               | 21 dicembre 2003 | CSS        |
| 167507 - | 2003 YY105               | 22 dicembre 2003 | LINEAR     |
| 167508 - | 2003 YO107               | 17 dicembre 2003 | LINEAR     |
| 167509 - | 2003 YS113               | 23 dicembre 2003 | LINEAR     |
| 167510 - | 2003 YE114               | 25 dicembre 2003 | LINEAR     |
| 167511 - | 2003 YW115               | 27 dicembre 2003 | LINEAR     |
| 167512 - | 2003 YN122               | 27 dicembre 2003 | LINEAR     |
| 167513 - | 2003 YX128               | 27 dicembre 2003 | LINEAR     |
| 167514 - | 2003 YT131               | 28 dicembre 2003 | LINEAR     |
| 167515 - | 2003 YL138               | 27 dicembre 2003 | LINEAR     |
| 167516 - | 2003 YO138               | 27 dicembre 2003 | LINEAR     |
| 167517 - | 2003 YH139               | 28 dicembre 2003 | LINEAR     |
| 167518 - | 2003 YP139               | 28 dicembre 2003 | Spacewatch |
| 167519 - | 2003 YD140               | 28 dicembre 2003 | LINEAR     |
| 167520 - | 2003 YB142               | 28 dicembre 2003 | LINEAR     |
| 167521 - | 2003 YC147               | 29 dicembre 2003 | LINEAR     |
| 167522 - | 2003 YQ147               | 29 dicembre 2003 | LINEAR     |
| 167523 - | 2003 YX147               | 29 dicembre 2003 | LINEAR     |
| 167524 - | 2003 YZ147               | 29 dicembre 2003 | LINEAR     |
| 167525 - | 2003 YJ148               | 29 dicembre 2003 | CSS        |
| 167526 - | 2003 YF150               | 29 dicembre 2003 | LINEAR     |
| 167527 - | 2003 YF151               | 29 dicembre 2003 | CSS        |
| 167528 - | 2003 YO151               | 29 dicembre 2003 | CSS        |
| 167529 - | 2003 YA153               | 29 dicembre 2003 | CSS        |
| 167530 - | 2003 YV153               | 29 dicembre 2003 | CSS        |
| 167531 - | 2003 YQ155               | 26 dicembre 2003 | NEAT       |
| 167532 - | 2003 YX155               | 30 dicembre 2003 | LINEAR     |
| 167533 - | 2003 YB159               | 17 dicembre 2003 | LINEAR     |
| 167534 - | 2003 YF161               | 17 dicembre 2003 | Spacewatch |
| 167535 - | 2003 YO161               | 17 dicembre 2003 | LINEAR     |
| 167536 - | 2003 YE169               | 18 dicembre 2003 | LINEAR     |
| 167537 - | 2003 YX175               | 21 dicembre 2003 | CSS        |
| 167538 - | 2004 AM1                 | 12 gennaio 2004  | NEAT       |
| 167539 - | 2004 AJ2                 | 13 gennaio 2004  | LONEOS     |
| 167540 - | 2004 AJ4                 | 15 gennaio 2004  | Spacewatch |
| 167541 - | 2004 AP5                 | 13 gennaio 2004  | LONEOS     |
| 167542 - | 2004 AQ6                 | 15 gennaio 2004  | Spacewatch |
| 167543 - | 2004 AV10                | 3 gennaio 2004   | LINEAR     |
| 167544 - | 2004 AH11                | 12 gennaio 2004  | NEAT       |
| 167545 - | 2004 AR12                | 13 gennaio 2004  | Spacewatch |
| 167546 - | 2004 AG13                | 13 gennaio 2004  | Spacewatch |
| 167547 - | 2004 AG16                | 15 gennaio 2004  | Spacewatch |
| 167548 - | 2004 AR26                | 13 gennaio 2004  | NEAT       |
| 167549 - | 2004 BR1                 | 16 gennaio 2004  | Spacewatch |
| 167550 - | 2004 BK3                 | 16 gennaio 2004  | NEAT       |
| 167551 - | 2004 BF9                 | 17 gennaio 2004  | NEAT       |
| 167552 - | 2004 BU9                 | 16 gennaio 2004  | NEAT       |
| 167553 - | 2004 BO13                | 17 gennaio 2004  | NEAT       |
| 167554 - | 2004 BJ16                | 18 gennaio 2004  | NEAT       |
| 167555 - | 2004 BL18                | 17 gennaio 2004  | NEAT       |
| 167556 - | 2004 BZ23                | 19 gennaio 2004  | LONEOS     |
| 167557 - | 2004 BR32                | 19 gennaio 2004  | Spacewatch |
| 167558 - | 2004 BX35                | 19 gennaio 2004  | Spacewatch |
| 167559 - | 2004 BL37                | 19 gennaio 2004  | Spacewatch |
| 167560 - | 2004 BR37                | 19 gennaio 2004  | Spacewatch |
| 167561 - | 2004 BX39                | 21 gennaio 2004  | LINEAR     |
| 167562 - | 2004 BY40                | 21 gennaio 2004  | LINEAR     |
| 167563 - | 2004 BT41                | 19 gennaio 2004  | LINEAR     |
| 167564 - | 2004 BY41                | 19 gennaio 2004  | CSS        |
| 167565 - | 2004 BQ43                | 22 gennaio 2004  | LINEAR     |
| 167566 - | 2004 BU45                | 21 gennaio 2004  | LINEAR     |
| 167567 - | 2004 BA46                | 21 gennaio 2004  | LINEAR     |
| 167568 - | 2004 BR48                | 21 gennaio 2004  | LINEAR     |
| 167569 - | 2004 BG51                | 21 gennaio 2004  | LINEAR     |
| 167570 - | 2004 BG52                | 21 gennaio 2004  | LINEAR     |
| 167571 - | 2004 BQ52                | 21 gennaio 2004  | LINEAR     |
| 167572 - | 2004 BD61                | 21 gennaio 2004  | LINEAR     |
| 167573 - | 2004 BR61                | 22 gennaio 2004  | LINEAR     |
| 167574 - | 2004 BW61                | 22 gennaio 2004  | LINEAR     |
| 167575 - | 2004 BR62                | 22 gennaio 2004  | LINEAR     |
| 167576 - | 2004 BQ69                | 19 gennaio 2004  | LONEOS     |
| 167577 - | 2004 BK71                | 22 gennaio 2004  | LINEAR     |
| 167578 - | 2004 BM72                | 23 gennaio 2004  | LINEAR     |
| 167579 - | 2004 BF73                | 24 gennaio 2004  | LINEAR     |
| 167580 - | 2004 BP76                | 25 gennaio 2004  | NEAT       |
| 167581 - | 2004 BV76                | 25 gennaio 2004  | NEAT       |
| 167582 - | 2004 BG82                | 27 gennaio 2004  | LONEOS     |
| 167583 - | 2004 BY89                | 23 gennaio 2004  | LINEAR     |
| 167584 - | 2004 BK90                | 24 gennaio 2004  | LINEAR     |
| 167585 - | 2004 BY92                | 27 gennaio 2004  | LONEOS     |
| 167586 - | 2004 BK94                | 28 gennaio 2004  | LINEAR     |
| 167587 - | 2004 BF95                | 28 gennaio 2004  | LINEAR     |
| 167588 - | 2004 BX100               | 28 gennaio 2004  | Spacewatch |
| 167589 - | 2004 BQ104               | 23 gennaio 2004  | LINEAR     |
| 167590 - | 2004 BR105               | 26 gennaio 2004  | LONEOS     |
| 167591 - | 2004 BS105               | 26 gennaio 2004  | LONEOS     |
| 167592 - | 2004 BR106               | 26 gennaio 2004  | LONEOS     |
| 167593 - | 2004 BJ107               | 28 gennaio 2004  | CSS        |
| 167594 - | 2004 BD111               | 29 gennaio 2004  | LINEAR     |
| 167595 - | 2004 BC112               | 24 gennaio 2004  | LINEAR     |
| 167596 - | 2004 BL116               | 26 gennaio 2004  | LONEOS     |
| 167597 - | 2004 BT116               | 27 gennaio 2004  | CSS        |
| 167598 - | 2004 BD117               | 28 gennaio 2004  | CSS        |
| 167599 - | 2004 BU117               | 29 gennaio 2004  | LINEAR     |
| 167600 - | 2004 BW120               | 31 gennaio 2004  | LINEAR     |

## 167601-167700
| Nome     | Designazione provvisoria | Data di scoperta  | Scopritore           |
| -------- | ------------------------ | ----------------- | -------------------- |
| 167601 - | 2004 BJ124               | 18 gennaio 2004   | NEAT                 |
| 167602 - | 2004 BW137               | 19 gennaio 2004   | Spacewatch           |
| 167603 - | 2004 BZ138               | 19 gennaio 2004   | Spacewatch           |
| 167604 - | 2004 BN146               | 22 gennaio 2004   | LINEAR               |
| 167605 - | 2004 BA151               | 18 gennaio 2004   | NEAT                 |
| 167606 - | 2004 BZ151               | 18 gennaio 2004   | NEAT                 |
| 167607 - | 2004 BF157               | 28 gennaio 2004   | Spacewatch           |
| 167608 - | 2004 CB1                 | 10 febbraio 2004  | LINEAR               |
| 167609 - | 2004 CD1                 | 1 febbraio 2004   | CSS                  |
| 167610 - | 2004 CS1                 | 11 febbraio 2004  | Yeung, W. K. Y.      |
| 167611 - | 2004 CN7                 | 10 febbraio 2004  | Tenagra II           |
| 167612 - | 2004 CF9                 | 11 febbraio 2004  | Spacewatch           |
| 167613 - | 2004 CW9                 | 11 febbraio 2004  | CSS                  |
| 167614 - | 2004 CJ12                | 11 febbraio 2004  | CSS                  |
| 167615 - | 2004 CK13                | 11 febbraio 2004  | NEAT                 |
| 167616 - | 2004 CH15                | 11 febbraio 2004  | Spacewatch           |
| 167617 - | 2004 CJ21                | 11 febbraio 2004  | LONEOS               |
| 167618 - | 2004 CV24                | 12 febbraio 2004  | NEAT                 |
| 167619 - | 2004 CW34                | 13 febbraio 2004  | Spacewatch           |
| 167620 - | 2004 CM35                | 11 febbraio 2004  | NEAT                 |
| 167621 - | 2004 CU35                | 11 febbraio 2004  | CSS                  |
| 167622 - | 2004 CA44                | 12 febbraio 2004  | Spacewatch           |
| 167623 - | 2004 CQ50                | 3 febbraio 2004   | NEAT                 |
| 167624 - | 2004 CP51                | 14 febbraio 2004  | NEAT                 |
| 167625 - | 2004 CJ57                | 11 febbraio 2004  | NEAT                 |
| 167626 - | 2004 CX60                | 11 febbraio 2004  | NEAT                 |
| 167627 - | 2004 CD71                | 12 febbraio 2004  | Spacewatch           |
| 167628 - | 2004 CS76                | 11 febbraio 2004  | NEAT                 |
| 167629 - | 2004 CZ76                | 11 febbraio 2004  | CSS                  |
| 167630 - | 2004 CC79                | 11 febbraio 2004  | NEAT                 |
| 167631 - | 2004 CE87                | 11 febbraio 2004  | NEAT                 |
| 167632 - | 2004 CO94                | 12 febbraio 2004  | Spacewatch           |
| 167633 - | 2004 CA107               | 14 febbraio 2004  | NEAT                 |
| 167634 - | 2004 CQ111               | 13 febbraio 2004  | Spacewatch           |
| 167635 - | 2004 CM113               | 13 febbraio 2004  | LONEOS               |
| 167636 - | 2004 CX113               | 13 febbraio 2004  | LONEOS               |
| 167637 - | 2004 CD114               | 13 febbraio 2004  | LONEOS               |
| 167638 - | 2004 CX119               | 12 febbraio 2004  | Spacewatch           |
| 167639 - | 2004 CX126               | 13 febbraio 2004  | Spacewatch           |
| 167640 - | 2004 DU                  | 16 febbraio 2004  | Spacewatch           |
| 167641 - | 2004 DH4                 | 16 febbraio 2004  | LINEAR               |
| 167642 - | 2004 DK10                | 18 febbraio 2004  | Yeung, W. K. Y.      |
| 167643 - | 2004 DP14                | 16 febbraio 2004  | Spacewatch           |
| 167644 - | 2004 DW18                | 16 febbraio 2004  | LINEAR               |
| 167645 - | 2004 DU29                | 17 febbraio 2004  | LINEAR               |
| 167646 - | 2004 DS31                | 17 febbraio 2004  | Spacewatch           |
| 167647 - | 2004 DW37                | 19 febbraio 2004  | LINEAR               |
| 167648 - | 2004 DG41                | 18 febbraio 2004  | NEAT                 |
| 167649 - | 2004 DK43                | 23 febbraio 2004  | LINEAR               |
| 167650 - | 2004 DE48                | 19 febbraio 2004  | LINEAR               |
| 167651 - | 2004 DG49                | 19 febbraio 2004  | LINEAR               |
| 167652 - | 2004 DK50                | 23 febbraio 2004  | LINEAR               |
| 167653 - | 2004 DK57                | 23 febbraio 2004  | LINEAR               |
| 167654 - | 2004 EU3                 | 10 marzo 2004     | NEAT                 |
| 167655 - | 2004 ED4                 | 11 marzo 2004     | NEAT                 |
| 167656 - | 2004 EC7                 | 12 marzo 2004     | NEAT                 |
| 167657 - | 2004 EY12                | 11 marzo 2004     | NEAT                 |
| 167658 - | 2004 EA15                | 11 marzo 2004     | NEAT                 |
| 167659 - | 2004 EO18                | 13 marzo 2004     | NEAT                 |
| 167660 - | 2004 EQ18                | 14 marzo 2004     | LINEAR               |
| 167661 - | 2004 ED21                | 15 marzo 2004     | Spacewatch           |
| 167662 - | 2004 EG36                | 13 marzo 2004     | NEAT                 |
| 167663 - | 2004 EO40                | 15 marzo 2004     | Spacewatch           |
| 167664 - | 2004 EC59                | 15 marzo 2004     | CSS                  |
| 167665 - | 2004 EL65                | 14 marzo 2004     | LINEAR               |
| 167666 - | 2004 EM70                | 15 marzo 2004     | Spacewatch           |
| 167667 - | 2004 EK75                | 14 marzo 2004     | Spacewatch           |
| 167668 - | 2004 EQ77                | 15 marzo 2004     | LINEAR               |
| 167669 - | 2004 EU84                | 15 marzo 2004     | LINEAR               |
| 167670 - | 2004 EM85                | 15 marzo 2004     | LINEAR               |
| 167671 - | 2004 FR4                 | 19 marzo 2004     | Siding Spring Survey |
| 167672 - | 2004 FM29                | 24 marzo 2004     | Bickel, W.           |
| 167673 - | 2004 FX32                | 16 marzo 2004     | LINEAR               |
| 167674 - | 2004 FO33                | 16 marzo 2004     | CSS                  |
| 167675 - | 2004 FJ98                | 23 marzo 2004     | LINEAR               |
| 167676 - | 2004 FJ122               | 26 marzo 2004     | LINEAR               |
| 167677 - | 2004 FA144               | 28 marzo 2004     | NEAT                 |
| 167678 - | 2004 GC1                 | 9 aprile 2004     | CSS                  |
| 167679 - | 2004 GS9                 | 10 aprile 2004    | NEAT                 |
| 167680 - | 2004 GY30                | 13 aprile 2004    | Spacewatch           |
| 167681 - | 2004 GS32                | 12 aprile 2004    | NEAT                 |
| 167682 - | 2004 HC4                 | 16 aprile 2004    | LINEAR               |
| 167683 - | 2004 HK20                | 22 aprile 2004    | Yeung, W. K. Y.      |
| 167684 - | 2004 HY50                | 23 aprile 2004    | Siding Spring Survey |
| 167685 - | 2004 JQ                  | 9 maggio 2004     | CSS                  |
| 167686 - | 2004 JX23                | 14 maggio 2004    | CINEOS               |
| 167687 - | 2004 LX                  | 9 giugno 2004     | LONEOS               |
| 167688 - | 2004 LZ10                | 9 giugno 2004     | Siding Spring Survey |
| 167689 - | 2004 OL                  | 16 luglio 2004    | LINEAR               |
| 167690 - | 2004 PT65                | 10 agosto 2004    | LONEOS               |
| 167691 - | 2004 QG9                 | 20 agosto 2004    | Siding Spring Survey |
| 167692 - | 2004 QG17                | 25 agosto 2004    | LINEAR               |
| 167693 - | 2004 QJ20                | 25 agosto 2004    | LINEAR               |
| 167694 - | 2004 QZ20                | 20 agosto 2004    | CSS                  |
| 167695 - | 2004 RH137               | 8 settembre 2004  | LINEAR               |
| 167696 - | 2004 RF194               | 10 settembre 2004 | LINEAR               |
| 167697 - | 2004 RO255               | 6 settembre 2004  | NEAT                 |
| 167698 - | 2004 SR4                 | 17 settembre 2004 | LINEAR               |
| 167699 - | 2004 SV49                | 22 settembre 2004 | LINEAR               |
| 167700 - | 2004 SQ57                | 16 settembre 2004 | LONEOS               |

## 167701-167800
| Nome             | Designazione provvisoria | Data di scoperta | Scopritore          |
| ---------------- | ------------------------ | ---------------- | ------------------- |
| 167701 -         | 2004 TM13                | 8 ottobre 2004   | LINEAR              |
| 167702 -         | 2004 TO34                | 4 ottobre 2004   | Spacewatch          |
| 167703 -         | 2004 TJ38                | 4 ottobre 2004   | Spacewatch          |
| 167704 -         | 2004 TE86                | 5 ottobre 2004   | Spacewatch          |
| 167705 -         | 2004 TF132               | 7 ottobre 2004   | LONEOS              |
| 167706 -         | 2004 TS135               | 8 ottobre 2004   | LONEOS              |
| 167707 -         | 2004 TE148               | 6 ottobre 2004   | Spacewatch          |
| 167708 -         | 2004 TL153               | 6 ottobre 2004   | Spacewatch          |
| 167709 -         | 2004 TJ160               | 6 ottobre 2004   | Spacewatch          |
| 167710 -         | 2004 TH171               | 8 ottobre 2004   | LINEAR              |
| 167711 -         | 2004 TT183               | 7 ottobre 2004   | Spacewatch          |
| 167712 -         | 2004 TB205               | 7 ottobre 2004   | Spacewatch          |
| 167713 -         | 2004 TX206               | 7 ottobre 2004   | Spacewatch          |
| 167714 -         | 2004 TF208               | 7 ottobre 2004   | Spacewatch          |
| 167715 -         | 2004 TY211               | 8 ottobre 2004   | Spacewatch          |
| 167716 -         | 2004 TM213               | 8 ottobre 2004   | Spacewatch          |
| 167717 -         | 2004 TM260               | 9 ottobre 2004   | Spacewatch          |
| 167718 -         | 2004 TA274               | 9 ottobre 2004   | Spacewatch          |
| 167719 -         | 2004 TO275               | 9 ottobre 2004   | Spacewatch          |
| 167720 -         | 2004 TT323               | 11 ottobre 2004  | Spacewatch          |
| 167721 -         | 2004 TY344               | 15 ottobre 2004  | Spacewatch          |
| 167722 -         | 2004 TR351               | 10 ottobre 2004  | Spacewatch          |
| 167723 -         | 2004 VE19                | 4 novembre 2004  | Spacewatch          |
| 167724 -         | 2004 VG28                | 7 novembre 2004  | LINEAR              |
| 167725 -         | 2004 VT31                | 3 novembre 2004  | Spacewatch          |
| 167726 -         | 2004 VQ44                | 4 novembre 2004  | Spacewatch          |
| 167727 -         | 2004 VH79                | 3 novembre 2004  | Spacewatch          |
| 167728 -         | 2004 VD86                | 10 novembre 2004 | Spacewatch          |
| 167729 -         | 2004 VC91                | 3 novembre 2004  | LONEOS              |
| 167730 -         | 2004 WU5                 | 19 novembre 2004 | Spacewatch          |
| 167731 -         | 2004 XV1                 | 1 dicembre 2004  | CSS                 |
| 167732 -         | 2004 XW1                 | 1 dicembre 2004  | CSS                 |
| 167733 -         | 2004 XX12                | 8 dicembre 2004  | LINEAR              |
| 167734 -         | 2004 XR13                | 8 dicembre 2004  | LINEAR              |
| 167735 -         | 2004 XS13                | 8 dicembre 2004  | LINEAR              |
| 167736 -         | 2004 XB22                | 8 dicembre 2004  | LINEAR              |
| 167737 -         | 2004 XZ23                | 9 dicembre 2004  | LINEAR              |
| 167738 -         | 2004 XD25                | 9 dicembre 2004  | CSS                 |
| 167739 -         | 2004 XL25                | 9 dicembre 2004  | CSS                 |
| 167740 -         | 2004 XQ25                | 9 dicembre 2004  | CSS                 |
| 167741 -         | 2004 XY29                | 10 dicembre 2004 | LINEAR              |
| 167742 -         | 2004 XL31                | 9 dicembre 2004  | CSS                 |
| 167743 -         | 2004 XL32                | 10 dicembre 2004 | LINEAR              |
| 167744 -         | 2004 XM34                | 11 dicembre 2004 | Spacewatch          |
| 167745 -         | 2004 XU34                | 11 dicembre 2004 | Spacewatch          |
| 167746 -         | 2004 XQ35                | 2 dicembre 2004  | Spacewatch          |
| 167747 -         | 2004 XF36                | 10 dicembre 2004 | LINEAR              |
| 167748 Markkelly | 2004 XB42                | 12 dicembre 2004 | Jarnac              |
| 167749 -         | 2004 XW56                | 10 dicembre 2004 | LONEOS              |
| 167750 -         | 2004 XW61                | 10 dicembre 2004 | LINEAR              |
| 167751 -         | 2004 XZ67                | 3 dicembre 2004  | Spacewatch          |
| 167752 -         | 2004 XP70                | 11 dicembre 2004 | LINEAR              |
| 167753 -         | 2004 XG75                | 9 dicembre 2004  | Spacewatch          |
| 167754 -         | 2004 XL75                | 9 dicembre 2004  | CSS                 |
| 167755 -         | 2004 XN75                | 9 dicembre 2004  | CSS                 |
| 167756 -         | 2004 XM85                | 12 dicembre 2004 | Spacewatch          |
| 167757 -         | 2004 XW99                | 12 dicembre 2004 | Spacewatch          |
| 167758 -         | 2004 XT107               | 11 dicembre 2004 | LINEAR              |
| 167759 -         | 2004 XQ109               | 13 dicembre 2004 | Spacewatch          |
| 167760 -         | 2004 XQ131               | 11 dicembre 2004 | LINEAR              |
| 167761 -         | 2004 XD132               | 11 dicembre 2004 | LINEAR              |
| 167762 -         | 2004 XX139               | 13 dicembre 2004 | Spacewatch          |
| 167763 -         | 2004 XM141               | 14 dicembre 2004 | LINEAR              |
| 167764 -         | 2004 XS145               | 14 dicembre 2004 | LINEAR              |
| 167765 -         | 2004 XS176               | 11 dicembre 2004 | LINEAR              |
| 167766 -         | 2004 XS186               | 15 dicembre 2004 | Spacewatch          |
| 167767 -         | 2004 YF19                | 18 dicembre 2004 | Mount Lemmon Survey |
| 167768 -         | 2004 YL21                | 18 dicembre 2004 | Mount Lemmon Survey |
| 167769 -         | 2004 YW22                | 18 dicembre 2004 | Mount Lemmon Survey |
| 167770 -         | 2004 YM33                | 16 dicembre 2004 | LONEOS              |
| 167771 -         | 2005 AF1                 | 1 gennaio 2005   | CSS                 |
| 167772 -         | 2005 AM2                 | 6 gennaio 2005   | CSS                 |
| 167773 -         | 2005 AP7                 | 6 gennaio 2005   | CSS                 |
| 167774 -         | 2005 AH8                 | 6 gennaio 2005   | CSS                 |
| 167775 -         | 2005 AM11                | 1 gennaio 2005   | CSS                 |
| 167776 -         | 2005 AR15                | 6 gennaio 2005   | LINEAR              |
| 167777 -         | 2005 AC16                | 6 gennaio 2005   | LINEAR              |
| 167778 -         | 2005 AG16                | 6 gennaio 2005   | LINEAR              |
| 167779 -         | 2005 AT16                | 6 gennaio 2005   | LINEAR              |
| 167780 -         | 2005 AN17                | 6 gennaio 2005   | LINEAR              |
| 167781 -         | 2005 AY18                | 7 gennaio 2005   | LINEAR              |
| 167782 -         | 2005 AF21                | 6 gennaio 2005   | CSS                 |
| 167783 -         | 2005 AC22                | 6 gennaio 2005   | LINEAR              |
| 167784 -         | 2005 AE31                | 11 gennaio 2005  | LINEAR              |
| 167785 -         | 2005 AT31                | 11 gennaio 2005  | LINEAR              |
| 167786 -         | 2005 AO32                | 11 gennaio 2005  | LINEAR              |
| 167787 -         | 2005 AT33                | 13 gennaio 2005  | Spacewatch          |
| 167788 -         | 2005 AL36                | 13 gennaio 2005  | LINEAR              |
| 167789 -         | 2005 AC39                | 13 gennaio 2005  | Spacewatch          |
| 167790 -         | 2005 AU39                | 13 gennaio 2005  | Spacewatch          |
| 167791 -         | 2005 AM41                | 15 gennaio 2005  | LINEAR              |
| 167792 -         | 2005 AK43                | 15 gennaio 2005  | LINEAR              |
| 167793 -         | 2005 AO45                | 14 gennaio 2005  | Bickel, W.          |
| 167794 -         | 2005 AM48                | 13 gennaio 2005  | Spacewatch          |
| 167795 -         | 2005 AU53                | 13 gennaio 2005  | Spacewatch          |
| 167796 -         | 2005 AP68                | 13 gennaio 2005  | CSS                 |
| 167797 -         | 2005 AS72                | 15 gennaio 2005  | Spacewatch          |
| 167798 -         | 2005 AF81                | 15 gennaio 2005  | Spacewatch          |
| 167799 -         | 2005 AQ81                | 11 gennaio 2005  | LINEAR              |
| 167800 -         | 2005 BT5                 | 16 gennaio 2005  | LINEAR              |

## 167801-167900
| Nome                    | Designazione provvisoria | Data di scoperta | Scopritore               |
| ----------------------- | ------------------------ | ---------------- | ------------------------ |
| 167801 -                | 2005 BG8                 | 16 gennaio 2005  | LINEAR                   |
| 167802 -                | 2005 BB9                 | 16 gennaio 2005  | LINEAR                   |
| 167803 -                | 2005 BH10                | 16 gennaio 2005  | Spacewatch               |
| 167804 -                | 2005 BC11                | 16 gennaio 2005  | Spacewatch               |
| 167805 -                | 2005 BK11                | 16 gennaio 2005  | Spacewatch               |
| 167806 -                | 2005 BK18                | 16 gennaio 2005  | LINEAR                   |
| 167807 -                | 2005 BD19                | 16 gennaio 2005  | LINEAR                   |
| 167808 -                | 2005 BE21                | 16 gennaio 2005  | LINEAR                   |
| 167809 -                | 2005 BK21                | 16 gennaio 2005  | LINEAR                   |
| 167810 -                | 2005 BN21                | 16 gennaio 2005  | Spacewatch               |
| 167811 -                | 2005 BX25                | 18 gennaio 2005  | CSS                      |
| 167812 -                | 2005 CG                  | 1 febbraio 2005  | Tucker, R. A.            |
| 167813 -                | 2005 CP2                 | 1 febbraio 2005  | CSS                      |
| 167814 -                | 2005 CF5                 | 1 febbraio 2005  | Spacewatch               |
| 167815 -                | 2005 CQ5                 | 1 febbraio 2005  | NEAT                     |
| 167816 -                | 2005 CW5                 | 1 febbraio 2005  | Spacewatch               |
| 167817 -                | 2005 CY5                 | 1 febbraio 2005  | Spacewatch               |
| 167818 -                | 2005 CH8                 | 1 febbraio 2005  | CSS                      |
| 167819 -                | 2005 CQ8                 | 1 febbraio 2005  | NEAT                     |
| 167820 -                | 2005 CW8                 | 1 febbraio 2005  | CSS                      |
| 167821 -                | 2005 CS11                | 1 febbraio 2005  | CSS                      |
| 167822 -                | 2005 CV11                | 1 febbraio 2005  | CSS                      |
| 167823 -                | 2005 CK16                | 2 febbraio 2005  | LINEAR                   |
| 167824 -                | 2005 CJ17                | 2 febbraio 2005  | LINEAR                   |
| 167825 -                | 2005 CL18                | 2 febbraio 2005  | CSS                      |
| 167826 -                | 2005 CV20                | 2 febbraio 2005  | CSS                      |
| 167827 -                | 2005 CA27                | 1 febbraio 2005  | Spacewatch               |
| 167828 -                | 2005 CC27                | 1 febbraio 2005  | NEAT                     |
| 167829 -                | 2005 CH27                | 2 febbraio 2005  | LINEAR                   |
| 167830 -                | 2005 CA28                | 3 febbraio 2005  | NEAT                     |
| 167831 -                | 2005 CY42                | 2 febbraio 2005  | LINEAR                   |
| 167832 -                | 2005 CJ43                | 2 febbraio 2005  | CSS                      |
| 167833 -                | 2005 CB44                | 2 febbraio 2005  | Spacewatch               |
| 167834 -                | 2005 CJ47                | 2 febbraio 2005  | Spacewatch               |
| 167835 -                | 2005 CR47                | 2 febbraio 2005  | Spacewatch               |
| 167836 -                | 2005 CT47                | 2 febbraio 2005  | Spacewatch               |
| 167837 -                | 2005 CJ50                | 2 febbraio 2005  | LINEAR                   |
| 167838 -                | 2005 CY51                | 2 febbraio 2005  | CSS                      |
| 167839 -                | 2005 CN59                | 2 febbraio 2005  | LINEAR                   |
| 167840 -                | 2005 CQ60                | 4 febbraio 2005  | Spacewatch               |
| 167841 -                | 2005 CP63                | 9 febbraio 2005  | Spacewatch               |
| 167842 -                | 2005 CV63                | 9 febbraio 2005  | LONEOS                   |
| 167843 -                | 2005 CT64                | 9 febbraio 2005  | Mount Lemmon Survey      |
| 167844 -                | 2005 CC68                | 2 febbraio 2005  | NEAT                     |
| 167845 -                | 2005 CE68                | 2 febbraio 2005  | CSS                      |
| 167846 -                | 2005 CH68                | 2 febbraio 2005  | CSS                      |
| 167847 -                | 2005 CM74                | 2 febbraio 2005  | NEAT                     |
| 167848 -                | 2005 CR75                | 2 febbraio 2005  | LINEAR                   |
| 167849 -                | 2005 CS75                | 2 febbraio 2005  | LINEAR                   |
| 167850 -                | 2005 CC76                | 2 febbraio 2005  | Spacewatch               |
| 167851 -                | 2005 CJ76                | 2 febbraio 2005  | CSS                      |
| 167852 Maturana         | 2005 DM                  | 17 febbraio 2005 | Boattini, A., Scholl, H. |
| 167853 -                | 2005 DN                  | 26 febbraio 2005 | Sposetti, S.             |
| 167854 -                | 2005 ES                  | 1 marzo 2005     | Ries, W.                 |
| 167855 Natalinistéphane | 2005 ET                  | 1 marzo 2005     | Ory, M.                  |
| 167856 -                | 2005 ED9                 | 2 marzo 2005     | Spacewatch               |
| 167857 -                | 2005 EE10                | 2 marzo 2005     | Spacewatch               |
| 167858 -                | 2005 EN10                | 2 marzo 2005     | Spacewatch               |
| 167859 -                | 2005 EV12                | 2 marzo 2005     | CSS                      |
| 167860 -                | 2005 EG18                | 3 marzo 2005     | CSS                      |
| 167861 -                | 2005 EV19                | 3 marzo 2005     | CSS                      |
| 167862 -                | 2005 EB20                | 3 marzo 2005     | CSS                      |
| 167863 -                | 2005 EW21                | 3 marzo 2005     | CSS                      |
| 167864 -                | 2005 ED22                | 3 marzo 2005     | CSS                      |
| 167865 -                | 2005 EV22                | 3 marzo 2005     | CSS                      |
| 167866 -                | 2005 EX22                | 3 marzo 2005     | CSS                      |
| 167867 -                | 2005 EC23                | 3 marzo 2005     | CSS                      |
| 167868 -                | 2005 EE27                | 3 marzo 2005     | CSS                      |
| 167869 -                | 2005 EK27                | 3 marzo 2005     | CSS                      |
| 167870 -                | 2005 EP27                | 3 marzo 2005     | CSS                      |
| 167871 -                | 2005 ER27                | 3 marzo 2005     | CSS                      |
| 167872 -                | 2005 ED28                | 3 marzo 2005     | CSS                      |
| 167873 -                | 2005 EJ28                | 3 marzo 2005     | CSS                      |
| 167874 -                | 2005 ED29                | 3 marzo 2005     | CSS                      |
| 167875 Kromminga        | 2005 EV29                | 2 marzo 2005     | Calvin College           |
| 167876 -                | 2005 EA33                | 3 marzo 2005     | CSS                      |
| 167877 -                | 2005 EH35                | 3 marzo 2005     | Spacewatch               |
| 167878 -                | 2005 EA36                | 4 marzo 2005     | CSS                      |
| 167879 -                | 2005 EJ36                | 4 marzo 2005     | CSS                      |
| 167880 -                | 2005 EW37                | 4 marzo 2005     | Spacewatch               |
| 167881 -                | 2005 ET39                | 1 marzo 2005     | Spacewatch               |
| 167882 -                | 2005 EG44                | 3 marzo 2005     | Spacewatch               |
| 167883 -                | 2005 EQ45                | 3 marzo 2005     | Spacewatch               |
| 167884 -                | 2005 ES45                | 3 marzo 2005     | Spacewatch               |
| 167885 -                | 2005 EA47                | 3 marzo 2005     | Spacewatch               |
| 167886 -                | 2005 EK48                | 3 marzo 2005     | CSS                      |
| 167887 -                | 2005 EP49                | 3 marzo 2005     | CSS                      |
| 167888 -                | 2005 EQ61                | 4 marzo 2005     | LINEAR                   |
| 167889 -                | 2005 EY64                | 4 marzo 2005     | LINEAR                   |
| 167890 -                | 2005 EO67                | 4 marzo 2005     | LINEAR                   |
| 167891 -                | 2005 ET68                | 7 marzo 2005     | LINEAR                   |
| 167892 -                | 2005 ED69                | 7 marzo 2005     | LINEAR                   |
| 167893 -                | 2005 EK69                | 7 marzo 2005     | LINEAR                   |
| 167894 -                | 2005 EU70                | 4 marzo 2005     | LINEAR                   |
| 167895 -                | 2005 EB73                | 2 marzo 2005     | CSS                      |
| 167896 -                | 2005 EO76                | 3 marzo 2005     | Spacewatch               |
| 167897 -                | 2005 EM77                | 3 marzo 2005     | CSS                      |
| 167898 -                | 2005 EP78                | 3 marzo 2005     | CSS                      |
| 167899 -                | 2005 ED79                | 3 marzo 2005     | CSS                      |
| 167900 -                | 2005 EO80                | 4 marzo 2005     | Spacewatch               |

## 167901-168000
| Nome                 | Designazione provvisoria | Data di scoperta | Scopritore                  |
| -------------------- | ------------------------ | ---------------- | --------------------------- |
| 167901 -             | 2005 EZ83                | 4 marzo 2005     | CSS                         |
| 167902 -             | 2005 ET89                | 8 marzo 2005     | LINEAR                      |
| 167903 -             | 2005 EU89                | 8 marzo 2005     | LONEOS                      |
| 167904 -             | 2005 EP91                | 8 marzo 2005     | Spacewatch                  |
| 167905 -             | 2005 EZ95                | 3 marzo 2005     | CSS                         |
| 167906 -             | 2005 EG96                | 3 marzo 2005     | CSS                         |
| 167907 -             | 2005 EB97                | 3 marzo 2005     | CSS                         |
| 167908 -             | 2005 EJ97                | 3 marzo 2005     | CSS                         |
| 167909 -             | 2005 EP98                | 3 marzo 2005     | CSS                         |
| 167910 -             | 2005 EU99                | 3 marzo 2005     | CSS                         |
| 167911 -             | 2005 ES100               | 3 marzo 2005     | CSS                         |
| 167912 -             | 2005 ED101               | 3 marzo 2005     | CSS                         |
| 167913 -             | 2005 EH102               | 3 marzo 2005     | CSS                         |
| 167914 -             | 2005 EO102               | 3 marzo 2005     | Spacewatch                  |
| 167915 -             | 2005 EG108               | 4 marzo 2005     | CSS                         |
| 167916 -             | 2005 ER108               | 4 marzo 2005     | CSS                         |
| 167917 -             | 2005 EB111               | 4 marzo 2005     | Mount Lemmon Survey         |
| 167918 -             | 2005 EF112               | 4 marzo 2005     | LINEAR                      |
| 167919 -             | 2005 EB118               | 7 marzo 2005     | LINEAR                      |
| 167920 -             | 2005 ED118               | 7 marzo 2005     | LINEAR                      |
| 167921 -             | 2005 ET118               | 7 marzo 2005     | LINEAR                      |
| 167922 -             | 2005 EE120               | 8 marzo 2005     | Spacewatch                  |
| 167923 -             | 2005 EO128               | 9 marzo 2005     | Spacewatch                  |
| 167924 -             | 2005 EN131               | 9 marzo 2005     | Mount Lemmon Survey         |
| 167925 -             | 2005 ED134               | 9 marzo 2005     | Mount Lemmon Survey         |
| 167926 -             | 2005 EB142               | 10 marzo 2005    | CSS                         |
| 167927 -             | 2005 EG143               | 10 marzo 2005    | CSS                         |
| 167928 -             | 2005 EJ157               | 9 marzo 2005     | Mount Lemmon Survey         |
| 167929 -             | 2005 EF160               | 9 marzo 2005     | Mount Lemmon Survey         |
| 167930 -             | 2005 ET160               | 9 marzo 2005     | Mount Lemmon Survey         |
| 167931 -             | 2005 ER168               | 11 marzo 2005    | Mount Lemmon Survey         |
| 167932 -             | 2005 EH171               | 7 marzo 2005     | LINEAR                      |
| 167933 -             | 2005 EF172               | 7 marzo 2005     | LINEAR                      |
| 167934 -             | 2005 EK173               | 8 marzo 2005     | LONEOS                      |
| 167935 -             | 2005 EJ174               | 8 marzo 2005     | Spacewatch                  |
| 167936 -             | 2005 EX176               | 8 marzo 2005     | Mount Lemmon Survey         |
| 167937 -             | 2005 EA177               | 8 marzo 2005     | Mount Lemmon Survey         |
| 167938 -             | 2005 EQ177               | 8 marzo 2005     | Mount Lemmon Survey         |
| 167939 -             | 2005 EV178               | 9 marzo 2005     | LONEOS                      |
| 167940 -             | 2005 EJ184               | 9 marzo 2005     | Mount Lemmon Survey         |
| 167941 -             | 2005 EP185               | 10 marzo 2005    | CSS                         |
| 167942 -             | 2005 EQ185               | 10 marzo 2005    | CSS                         |
| 167943 -             | 2005 EZ186               | 10 marzo 2005    | LONEOS                      |
| 167944 -             | 2005 EY189               | 11 marzo 2005    | Mount Lemmon Survey         |
| 167945 -             | 2005 EC194               | 11 marzo 2005    | Mount Lemmon Survey         |
| 167946 -             | 2005 EC202               | 8 marzo 2005     | LINEAR                      |
| 167947 -             | 2005 EC206               | 13 marzo 2005    | CSS                         |
| 167948 -             | 2005 ER210               | 4 marzo 2005     | Spacewatch                  |
| 167949 -             | 2005 EX212               | 4 marzo 2005     | Mount Lemmon Survey         |
| 167950 -             | 2005 EX218               | 10 marzo 2005    | LONEOS                      |
| 167951 -             | 2005 EK219               | 10 marzo 2005    | Mount Lemmon Survey         |
| 167952 -             | 2005 EY219               | 10 marzo 2005    | Siding Spring Survey        |
| 167953 -             | 2005 EC223               | 10 marzo 2005    | CSS                         |
| 167954 -             | 2005 EX223               | 14 marzo 2005    | Mount Lemmon Survey         |
| 167955 -             | 2005 EZ240               | 11 marzo 2005    | CSS                         |
| 167956 -             | 2005 EV242               | 11 marzo 2005    | CSS                         |
| 167957 -             | 2005 EC245               | 11 marzo 2005    | Spacewatch                  |
| 167958 -             | 2005 EX248               | 12 marzo 2005    | Mount Lemmon Survey         |
| 167959 -             | 2005 EK249               | 13 marzo 2005    | Spacewatch                  |
| 167960 Rudzikas      | 2005 EV249               | 13 marzo 2005    | Cernis, K., Zdanavicius, J. |
| 167961 -             | 2005 EM257               | 11 marzo 2005    | Mount Lemmon Survey         |
| 167962 -             | 2005 EQ267               | 13 marzo 2005    | Spacewatch                  |
| 167963 -             | 2005 EM268               | 14 marzo 2005    | Mount Lemmon Survey         |
| 167964 -             | 2005 EU275               | 8 marzo 2005     | LONEOS                      |
| 167965 -             | 2005 EZ275               | 8 marzo 2005     | LONEOS                      |
| 167966 -             | 2005 EE277               | 9 marzo 2005     | LONEOS                      |
| 167967 -             | 2005 EX277               | 9 marzo 2005     | LINEAR                      |
| 167968 -             | 2005 EV278               | 9 marzo 2005     | Mount Lemmon Survey         |
| 167969 -             | 2005 ED287               | 13 marzo 2005    | Mount Lemmon Survey         |
| 167970 -             | 2005 EL291               | 10 marzo 2005    | CSS                         |
| 167971 Carlyhowett   | 2005 EF303               | 11 marzo 2005    | Buie, M. W.                 |
| 167972 -             | 2005 FB1                 | 16 marzo 2005    | CSS                         |
| 167973 -             | 2005 FB4                 | 18 marzo 2005    | LINEAR                      |
| 167974 -             | 2005 FN10                | 17 marzo 2005    | CSS                         |
| 167975 -             | 2005 GY6                 | 1 aprile 2005    | Spacewatch                  |
| 167976 Ormsbymitchel | 2005 GS8                 | 1 aprile 2005    | Reddy, V.                   |
| 167977 -             | 2005 GC10                | 1 aprile 2005    | LONEOS                      |
| 167978 -             | 2005 GE10                | 4 aprile 2005    | Yeung, W. K. Y.             |
| 167979 -             | 2005 GH16                | 2 aprile 2005    | Mount Lemmon Survey         |
| 167980 -             | 2005 GL16                | 2 aprile 2005    | Mount Lemmon Survey         |
| 167981 -             | 2005 GU22                | 1 aprile 2005    | Spacewatch                  |
| 167982 -             | 2005 GO29                | 4 aprile 2005    | CSS                         |
| 167983 -             | 2005 GT32                | 4 aprile 2005    | LINEAR                      |
| 167984 -             | 2005 GT37                | 2 aprile 2005    | Siding Spring Survey        |
| 167985 -             | 2005 GK50                | 5 aprile 2005    | Spacewatch                  |
| 167986 -             | 2005 GX66                | 2 aprile 2005    | Mount Lemmon Survey         |
| 167987 -             | 2005 GQ69                | 3 aprile 2005    | NEAT                        |
| 167988 -             | 2005 GQ76                | 5 aprile 2005    | Mount Lemmon Survey         |
| 167989 -             | 2005 GZ85                | 4 aprile 2005    | CSS                         |
| 167990 -             | 2005 GW89                | 5 aprile 2005    | Spacewatch                  |
| 167991 -             | 2005 GJ95                | 6 aprile 2005    | Spacewatch                  |
| 167992 -             | 2005 GL95                | 6 aprile 2005    | Spacewatch                  |
| 167993 -             | 2005 GS103               | 9 aprile 2005    | Mount Lemmon Survey         |
| 167994 -             | 2005 GW109               | 10 aprile 2005   | Mount Lemmon Survey         |
| 167995 -             | 2005 GO116               | 11 aprile 2005   | Spacewatch                  |
| 167996 -             | 2005 GD120               | 12 aprile 2005   | Lowe, A.                    |
| 167997 -             | 2005 GV125               | 10 aprile 2005   | Mount Lemmon Survey         |
| 167998 -             | 2005 GC126               | 11 aprile 2005   | Spacewatch                  |
| 167999 -             | 2005 GD129               | 7 aprile 2005    | LINEAR                      |
| 168000 -             | 2005 GY131               | 10 aprile 2005   | Spacewatch                  |